# 雀シティ
『雀シティ』（じゃんシティ）は、日本のゲーム開発会社fuzzによって制作されたオンライン麻雀ゲームである。2018年2月23日にWindows版がリリースされ、同年7月20日にiOS版とAndroid版も配信された。本作はオンラインゲームでありながら、カメラ機能を使った顔出し対局を特徴としている。

## ゲームシステム
『雀シティ』はプレイヤーがオンラインで接続された相手とリアルタイムで麻雀を打つゲームアプリとなっている。本作は使用デバイスのカメラ機能を利用した映像の送受信を可能としており、雀荘での対局さながらに対局相手と卓を囲むことができる。本作には実際のプロ雀士や芸能人などもプレイヤーとして対局に参加しているほか、CPUキャラクターとして女性アイドルなども登場する。対局での牌譜履歴はWebブラウザ上のビューアを立ち上げることで確認できる。
本作では三人・四人麻雀のほか、青天井など特殊なルールでも対戦することが可能で、ゲーム内のエリアごとに異なるルールが適用される。プレイヤーはゲーム中の資産を賭けて対局を行い、勝利することで資産を増やしていくことが主な目的となる。エリア名には実際の地名が採用され、例えば五反田エリアは一局戦の練習モードとして実装されている。そのほか新宿、池袋、銀座、六本木といった順にレートが高くなる対局エリアが用意され、特に池袋エリアでは三人麻雀ルールでの対局が行われる。また、『雀シティ』では期間限定のイベントが定期的に開催されている。

## 制作とリリース
『雀シティ』のゲーム開発は株式会社fuzzによって行われ、ゲームに収録された効果音やBGMなどの音楽は株式会社ノイジークロークによって制作された。本作は競技麻雀プロ団体の組織である、日本プロ麻雀協会とRMUの公認を得ており、対局ルールはプロ雀士の監修の下で制作された。PC版はWindows 7以降のWindows OSに向けて2018年2月23日にリリースされ、6月11日にはUIの変更や段位制度・実績・新エリア「六本木」実装などのアップデートが行われた。追ってiOS・Android版も同年7月20日にリリースされ、移植版ではスマートフォン端末に合わせた画面の調整がなされた。fuzzは『雀シティ』の関連作品として、配牌のシャンテン数を当てる麻雀ゲーム『シャンテンくん』を同じく2018年にリリースさせている。
本作の配信前には漫画家の片山まさゆきによる漫画「安牌なしお」が公式サイト上で公開され、リリース後には作中でCPUキャラクターとして登場するアイドルユニット・劇場版ゴキゲン帝国とのコラボレーション企画として、楽曲「安牌なしお」のミュージック・ビデオ制作が行われた。

## 反響・評価
アプリ・ゲーム関連の情報サイトでは、対局中にプレイヤーが顔出しできる機能が評価されている。アプリレビューサイト「Appliv」編集部は、相手の顔を見ることによって既存のオンライン麻雀ゲームにはなかった心理戦を楽しめるとした。PCオンラインゲームの情報サイト「オンラインゲームズーム」では、顔出しをしてプレイしているユーザ数の割合は高いと分析されており、本機能はプロ雀士との対局でも効力を発すると述べられている。そのほかゲームアプリの情報サイト「GameWith」もこの機能を「面白い」と取り上げており、映像に適用するエフェクトの選択肢が多数用意されている点を称賛している。
その一方で、ゲームシステムに関しては賛否両論の声があった。まず「オンラインゲームズーム」は動作遅延もなくプレイヤーが上がった役を記録する機能を取り上げてやりこみ要素があるとした。また「GameWith」はプレイヤーの雀力がゲーム内の要素に反映される点を評価している。しかしながら、打牌の制限時間が短い点やルールを説明するチュートリアルが実装されていない点について触れた上で、両メディアはあまり初心者向きのゲームではないと言及している。ほかには『雀シティ』がスマートフォンに移植された際、麻雀専門のニュースサイト「麻雀ウォッチ」編集部のライターがiOS版でのゲーム操作の軽快さを取り上げている。